# Molí

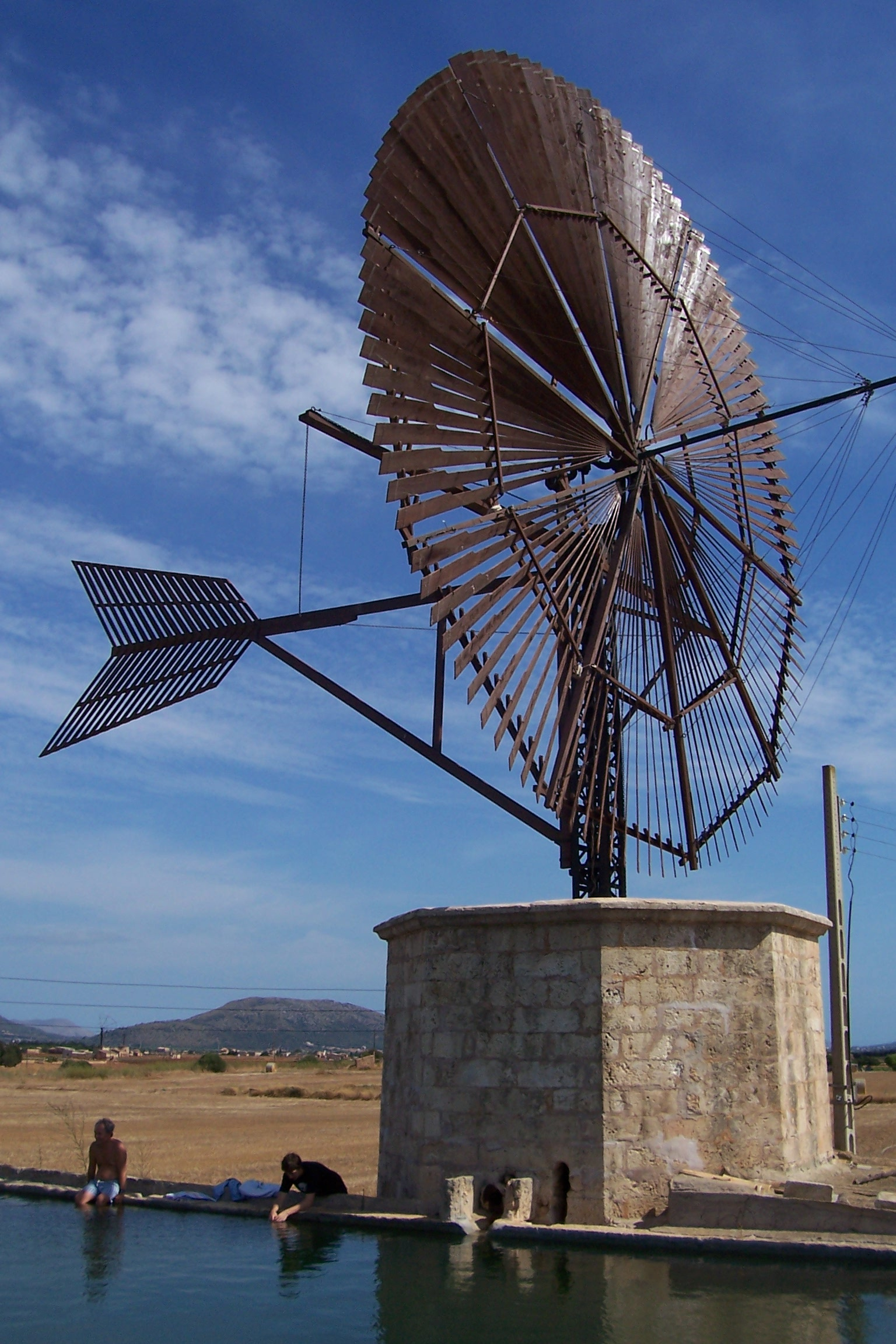
Safareig i molí aiguader de vent del tipus «de ramell». Molí d'en Tenre, Muro, Mallorca. Darreria del s. XIX. Substituí una sínia.

Un molí és una màquina emprada en la molta de grans, o d'altres materials sòlids, amb moles. També s'anomena molí l'edifici sencer on s'allotja la maquinària.
Per extensió, s'anomenen molins les màquines destinades a treure aigua subterrània i a produir energia, generalment mitjançant l'acció del vent (energia eòlica), i la màquina destinada a batre teles per donar-los consistència (molí draper).
L'edifici del molí consta generalment d'un departament on hi ha la mola o moles de moldre i l'habitatge del moliner. Al País Valencià, els molins de cereals són majoritàriament hidràulics i es troben a la vora de rius i barrancs, o de canals de reg. A aquests edificis els caracteritza la séquia de conduir l'aigua, el dipòsit de contenir-la, anomenat cup, i la desembocadura d'aigua o cacau. Sovint, els molins tenen un parell de moles, una per a moldre blat i una altra per a moldre altres tipus de cereals i llavors.

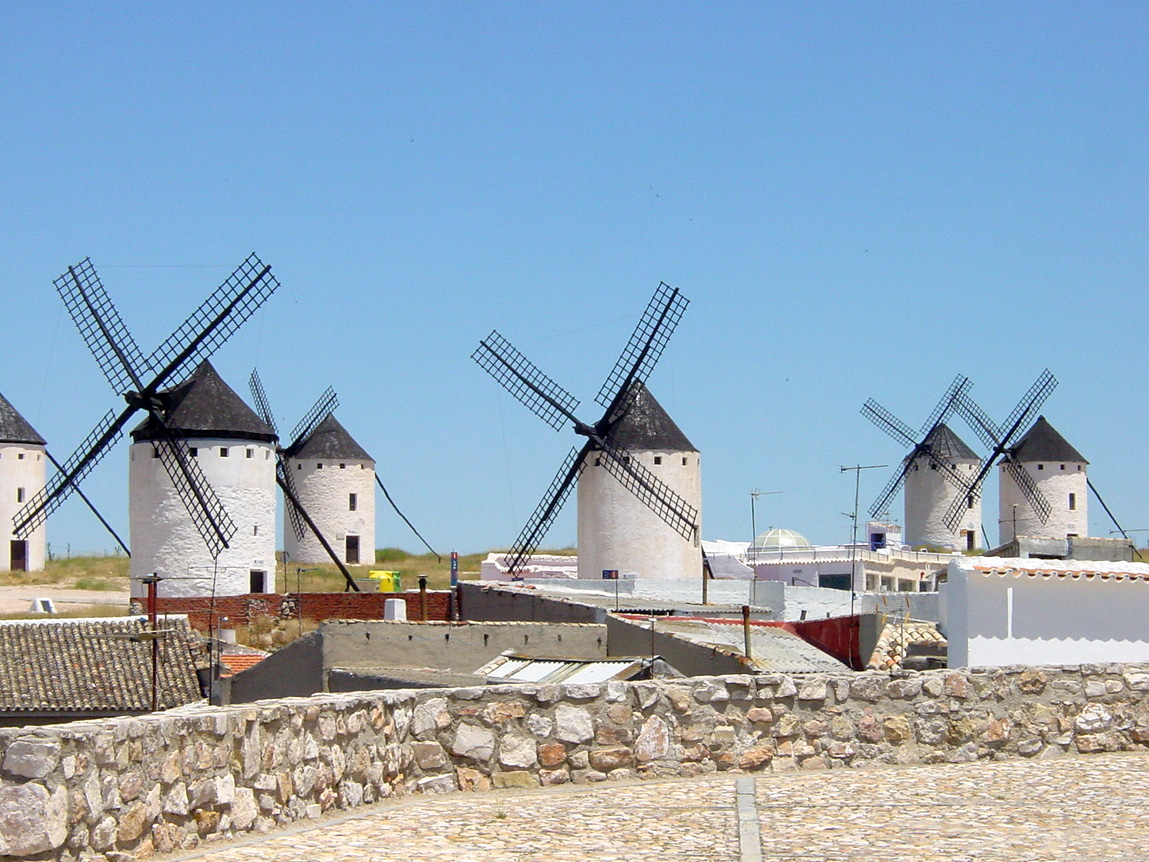
Molins de vent a Criptana.

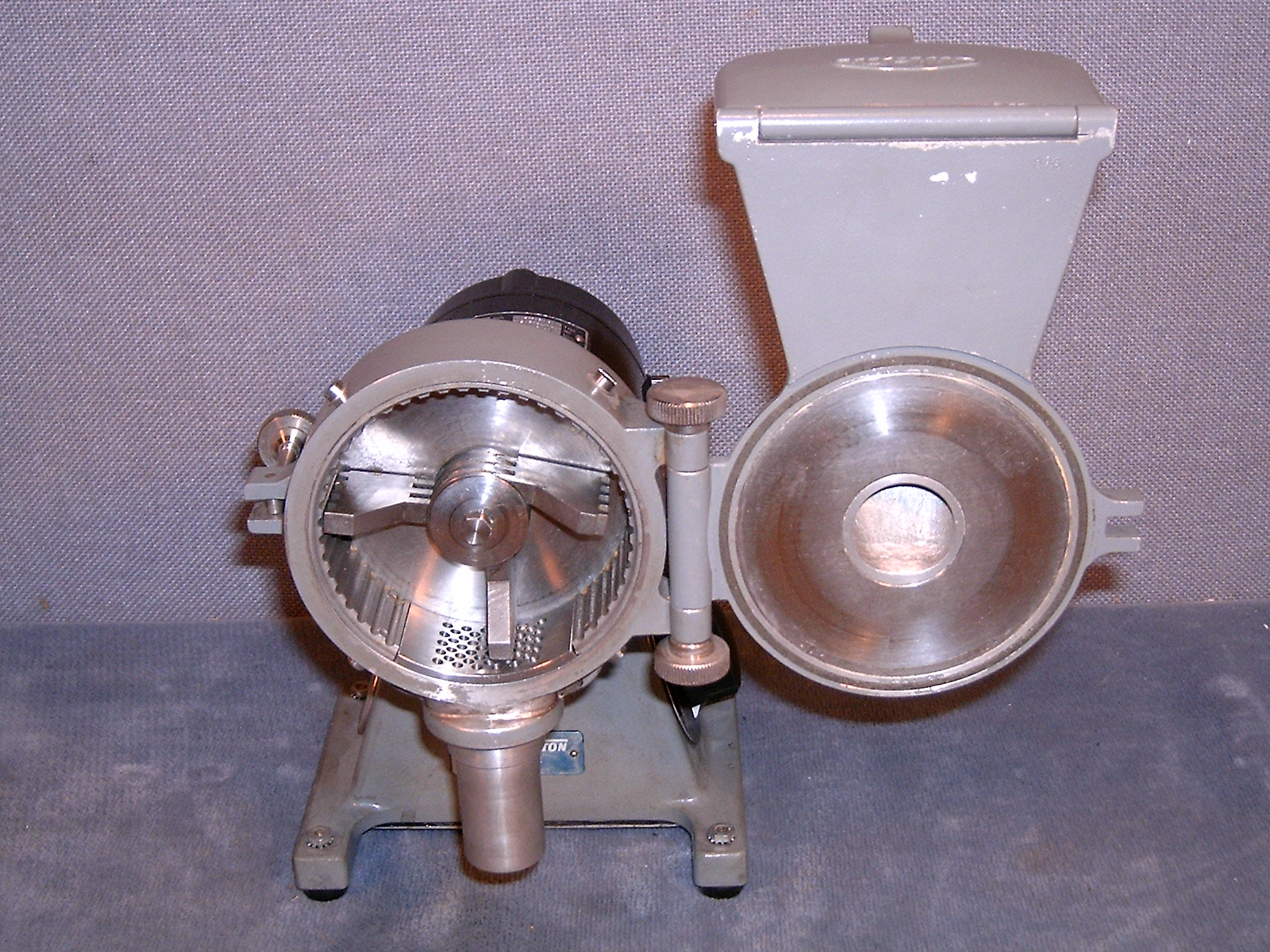
Molí de martells de sobretaula.

## Molturació
Moldre és una unitat d'operació dissenyada per trencar materials sòlids en peces més petites. Hi ha molts tipus de molins i molts materials que s'hi processen. En els primers moments de la història, utilitzaven l'energia humana (el morter i la mà de morter), l'energia animal, per exemple en el molí de sang, el vent (molí de vent) o l'aigua (molí hidràulic). Actualment, també estan accionats per l'electricitat.
La molta de les matèries sòlides ocorre per l'exposició a forces mecàniques que en trenquen l'estructura superant les forces d'unió interiors. Després de la molta, l'estat del sòlid canvia: la mida de gra, la disposició de la mida del gra i la forma del gra.
En enginyeria, la molta pot tenir les finalitats següents:
- incrementar l'àrea de la superfície d'un sòlid,
- manufacturar un sòlid a la mida desitjada de gra,
- fabricació d'una pasta mitjançant matèries primeres.

## Lleis de la molta
Malgrat que s'han fet molts estudis en l'àmbit dels plans de fractura, no hi ha una fórmula coneguda que connecti el treball tècnic amb els resultats de la molta. Per calcular la necessitat de treball de moldre per aconseguir una mida de gra, es fan servir tres models semiempírics. Aquests poden ser relacionats amb les relacions de Hukki entre la mida de la partícula i l'energia requerida per a trencar-la. En molins sacsejats, les relacions de Hukki no s'apliquen i, en canvi, s'hi ha aplicat l'experimentació per poder-ne determinar les relacions.

## Forces que poden accionar un molí
- Humana o animal (molí de sang),
- Aigua (molí d'aigua o hidràulic) o vent (molí de vent),
- Amb motor elèctric, de combustió interna o de vapor (molí d'aigua).

## Tipus de molins segons la seva funció
Extracció:
- Molí aiguader (de vent).

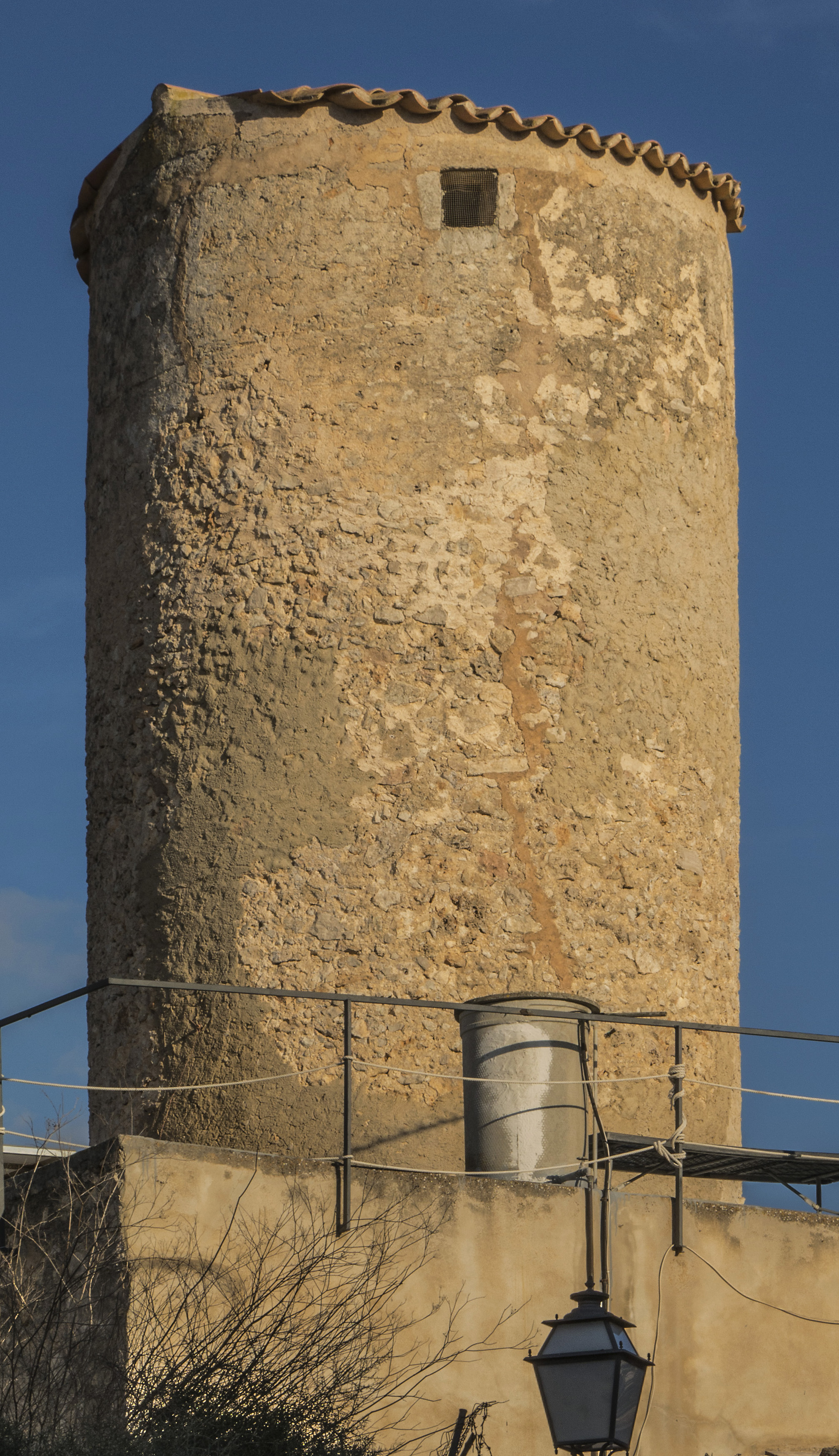
Molí de can Vallés, Costitx

- Molí de dessecar aiguamolls (de vent).
- Molí de dessecar salines (de vent).
- Molta:
  - Molí d'escorça (d'aigua, de sang).
  - Molí d'oli (d'aigua, de sang).
  - Molí de midó (de sang).
  - Molí de ciment (d'aigua, de vent).
  - Molí de guix (d'aigua, de sang, de vent).
  - Molí de mineral de coure (d'aigua).
  - Molí paperer (d'aigua, de vent).
  - Molí de sal (de sang, de vent).
  - Molí de sucre (d'aigua)
  - Molí fariner (d'aigua, de sang, de vent).
  - Molí fideuer (de sang; manual).
  - Molí per moldre argila i galena (de sang).

- Batuda:
  - Molí draper (d'aigua).
  - Molí de pólvora (d'aigua).
- Cernuda de farina:
  - Molí fariner (d'aigua, de sang, de vent).
- Generació d'electricitat:
  - Molí aerogenerador.

## Tipus de molins segons la mecànica[3]
- Cunyeres, posts o pilars
- Rescloses
- Rescloses de suports laterals i de recs retrocedits
- Esperons
- El rec
- La bassa